# باول ر. غريغوري
باول ر. غريغوري (بالإنجليزية: Paul R Gregory)‏ هو رسام بريطاني، ولد في 1949 في دربي في المملكة المتحدة.